# Hendrik II van Holstein
Hendrik II van Holstein bijgenaamd de IJzeren (circa 1317 - 1384) was van 1340 tot 1384 graaf van Holstein-Rendsburg en van 1375 tot 1384 hertog van Sleeswijk. Hij behoorde tot het huis Schaumburg.

## Levensloop
Hendrik was de oudste zoon van graaf Gerard III van Holstein-Rendsburg en diens echtgenote Sophia, dochter van heer Nicolaas II van Werle. In 1340 volgde hij samen met zijn jongere broer Nicolaas zijn vader op als graaf van Holstein-Rendsburg.
In deze functie was hij een belangrijke Europese speler als huurlingenleider en als typische vertegenwoordiger van de laatmiddeleeuwse ridderlijkheid. Hij nam deel aan oorlogen in Italië, Rusland, Estland en Frankrijk en hij diende in de Engelse en Zweedse legers. In 1367 was hij dan weer de commandant van een vloot van de Hanzeliga en in 1368 veroverde hij Kopenhagen.
Ook verdedigen Hendrik II en zijn broer Nicolaas op een krachtige manier hun claims in Holstein en Sleeswijk, tegen Denemarken en de Friezen. In 1375 erfden beide broers na het uitsterven van de Sleeswijkse linie van het huis Estridsen het hertogdom Sleeswijk.
In 1384 stierf Hendrik II, waarna zijn zoons Albrecht II en Gerard VI het graafschap Holstein-Rendsburg erfden en zijn broer Nicolaas het hertogdom Sleeswijk erfde.

## Huwelijken en nakomelingen
Hendrik II huwde eerst met Mathilde (overleden in 1365), dochter van heer Bernard V van Lippe. Ze kregen een dochter:
- Mathilde

Na de dood van Mathilde hertrouwde hij in 1366 met Ingeborg (overleden in 1398), dochter van hertog Albrecht II van Mecklenburg-Schwerin. Ze kregen volgende kinderen:
- Gerard VI (1367-1404), graaf van Holstein-Rendsburg en hertog van Sleeswijk
- Albrecht II (1369-1403), graaf van Holstein-Rendsburg
- Hendrik III (overleden in 1421), graaf van Holstein-Rendsburg en prins-bisschop van Osnabrück
- Sophia (geboren in 1375), huwde met hertog Bogislaw VIII van Pommeren